# Гайнріх Мюллер (футболіст, 1888)
Гайнріх Мюллер (нім. Heinrich Müller, 1888 — 1957) — швейцарський футболіст, що грав на позиції захисника, зокрема, за клуби «Вінтертур» і «Торіно», а також національну збірну Швейцарії. По завершенні ігрової кар'єри — тренер.
Триразовий чемпіон Швейцарії. 

## Клубна кар'єра
У футболі дебютував 1904 року виступами за команду «Вінтертур», в якій провів сім сезонів. 
Своєю грою за цю команду привернув увагу представників тренерського штабу клубу «Торіно», до складу якого приєднався 1911 року. Відіграв за туринську команду наступний сезон своєї ігрової кар'єри.
1912 року повернувся до клубу «Вінтертур», за який відіграв 5 сезонів. За цей час виборов титул чемпіона Швейцарії. Завершив професійну кар'єру футболіста виступами за команду «Вінтертур» у 1917 році.

## Виступи за збірну
1909 року дебютував в офіційних матчах у складі національної збірної Швейцарії. Протягом кар'єри у національній команді, яка тривала 5 років, провів у її формі 11 матчів, забив 1 гол.

## Кар'єра тренера
Розпочав тренерську кар'єру, повернувшись до футболу після тривалої перерви, 1934 року, очоливши тренерський штаб збірної Швейцарії. Тренував команду на чемпіонаті світу 1934 року в Італії, де швейцарці перемогли Нідерланди (3-2) і програли Чехословаччині (2-3).
Помер 1 січня 1957 року на 68-му році життя.

## Титули і досягнення
- Чемпіон Швейцарії (3):

«Вінтертур»: 1905-1906, 1907-1908, 1916-1917